# 슈뢰딩거-뉴턴 방정식
슈뢰딩거-뉴턴 방정식(Schrödinger–Newton equation), 뉴턴-슈뢰딩거(Newton–Schrödinger) 또는 슈뢰딩거-푸아송 방정식(Schrödinger–Poisson equation)은 뉴턴 중력 전위를 사용하여 슈뢰딩거 방정식을 비선형적으로 수정한 것이다. 여기서 중력 전위는 파동 함수를 질량 밀도로 처리하여 나타난다. 입자와 자체 중력장의 상호 작용을 나타내는 용어를 포함한다. 자기 상호 작용 용어의 포함은 양자 역학의 근본적인 변화를 나타낸다. 이는 단일 적분 미분 방정식으로 작성되거나 슈뢰딩거 방정식과 포아송 방정식의 결합 시스템으로 작성될 수 있다. 후자의 경우 복수형으로도 언급된다.
슈뢰딩거-뉴턴 방정식은 자기 중력 보존별과 관련하여 루피니와 보나졸라에 의해 처음으로 고려되었다. 이러한 고전적 일반 상대성 이론의 맥락에서 이는 아인슈타인 장 방정식과 함께 곡선형 시공간에서 클라인-고든 방정식 또는 디랙 방정식의 비상대론적 극한으로 나타난다. 이 방정식은 또한 퍼지 암흑 물질을 설명하고 입자 질량이 크다는 한계에서 블라소프-푸아송 방정식으로 설명된 고전적인 차가운 암흑 물질을 근사화한다.
나중에 이것은 "슈뢰딩거-뉴턴 방정식"이라는 이름의 유래가 된 라호스 디오시와 로저 펜로즈에 의해 양자 파동 함수 붕괴를 설명하는 모델로 제안되었다. 이러한 맥락에서 물질은 양자적 특성을 갖고 있는 반면, 중력은 기본 수준에서도 고전적으로 남아 있다. 따라서 슈뢰딩거-뉴턴 방정식은 양자 중력의 필요성을 테스트하는 방법으로도 제안되었다.
세 번째 맥락에서 슈뢰딩거-뉴턴 방정식은 다수의 입자 시스템에서 상호 중력 상호 작용에 대한 Hartree 근사치로 나타난다. 이러한 맥락에서 1976년 로잔에서 열린 쿨롱 시스템 심포지엄에서 필립 쇼콰드가 단일 성분 플라즈마를 설명하기 위해 전자기 쿨롱 상호작용에 해당하는 방정식을 제안했다. 엘리엇 H. 리엡는 고정된 바닥 상태의 존재와 고유성에 대한 증거를 제공하고 이 방정식을 쇼콰드 방정식이라고 불렀다.

## 같이 보기
- 푸아송 방정식